# Rock Creek (Alabama)
 Rock Creek, Alabama és una concentració de població designada pel cens dels Estats Units a l'estat d'Alabama. Segons el cens del 2000 tenia 1.495 habitants.

## Demografia
Segons el cens del 2000, Rock Creek tenia 1.495 habitants, 569 habitatges, i 458 famílies La densitat de població era de 199 habitants/km².
Dels 569 habitatges en un 35,7% hi vivien nens de menys de 18 anys, en un 67,8% hi vivien parelles casades, en un 9,5% dones solteres, i en un 19,5% no eren unitats familiars. En el 17,9% dels habitatges hi vivien persones soles el 6,9% de les quals corresponia a persones de 65 anys o més que vivien soles. El nombre mitjà de persones vivint en cada habitatge era de 2,63 i el nombre mitjà de persones que vivien en cada família era de 2,98.
Per edats la població es repartia de la següent manera: un 24,7% tenia menys de 18 anys, un 7,7% entre 18 i 24, un 29,9% entre 25 i 44, un 26,6% de 45 a 60 i un 11% 65 anys o més.
L'edat mediana era de 38 anys. Per cada 100 dones hi havia 89,7 homes. Per cada 100 dones de 18 o més anys hi havia 92 homes.
La renda mediana per habitatge era de 41.875 $ i la renda mediana per família de 49.375 $. Els homes tenien una renda mediana de 35.294 $ mentre que les dones 27.250 $. La renda per capita de la població era de 33.333 $. Aproximadament el 6,2% de les famílies i el 3,8% de la població estaven per davall del llindar de pobresa.

## Poblacions properes
El següent diagrama mostra les poblacions més properes.